# Franz de Paula Adam von Waldstein
Franz de Paula Adam Norbert Wenzel Ludwig Valentin von Waldstein (o Franz Adam von Waldstein, o Franz de Paula Adam von Waldstein-Wartemburg) (14 de febrero de 1759, Viena - 24 de mayo de 1823, Litvínov, Bohemia) fue un militar, explorador, y naturalista alemán.
Se casa con Karolina Ferdinandi (1777-1844). Toma parte en la guerra de los Turcos y en la campaña de Rusia.
A partir de 1789 se consagra a la botánica, y viaja con Kitaibel a través de Hungría. Su herbario se conserva en Praga.
Es autor, con Pál Kitaibel (1757-1817), de Francisci comitis Waldstein,... et Pauli Kitaibel,... Descriptiones et icones plantarum rariorum Hungariae (M.A. Schmidt, Viena, tres vv. 1802-1812)

## Honores

### Eponimia
Género
- (Rosaceae) Waldsteinia Willd.[1]

Especies (20 + 3 + 2 registros IPNI)
- (Alliaceae) Allium waldsteinianum Schult.f.[2]

- (Asteraceae) Leucanthemum waldsteinii (Sch.Bip.) Pouzar[3]

- (Poaceae) Festuca waldsteinii Degen[4]

- (Scrophulariaceae) Veronica waldsteiniana H.Schott ex Schult.[5]

## Fuente
Traducción del Art. en lengua francesa de Wikipedia